# 20 Pułk Dragonów (Cesarstwo Niemieckie)
20 Przyboczny Pułk Dragonów (1 Badeński) (niem. 1. Badisches Leib-Dragoner-Regiment Nr. 20)  – pułk kawalerii niemieckiej okresu Cesarstwa Niemieckiego.

## Charakterystyka
Pułk został sformowany 23 marca 1803 Stacjonował w Karlsruhe . Wchodził w skład XIV Korpusu Armijnego .

 Wiosną 1914 był w strukturze 28 Brygady Kawalerii z 28 Dywizji Piechoty.
W wyniku mobilizacji, w sierpniu 1914 pułk osiągnął gotowość bojową i w składzie 28 Brygady Kawalerii z 6 Dywizji Kawalerii został wysłany na front zachodni.

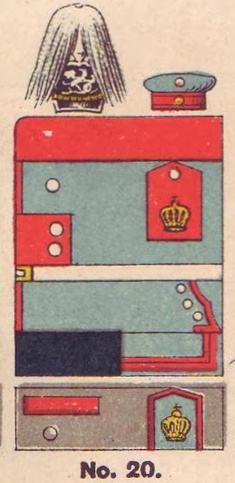
Oznaki pułku